# Huby-Saint-Leu
Huby-Saint-Leu è una frazione del comune di Hesdin-la-Forêt, nel dipartimento del Passo di Calais nella regione dell'Alta Francia. In precedenza comune autonomo, il 1º gennaio 2025 è confluito insieme agli ex comuni di Hesdin, Marconne e Sainte-Austreberthe nel nuovo comune di Hesdin-la-Forêt.
Il suo territorio ospita la confluenza del fiume Ternoise nella Canche.

## Società

### Evoluzione demografica
Abitanti censiti